# مهرجان الشبح الجائع
مهرجان الشبح الجائع أو مهرجان الشبح (بالصينية: 中元節)، (بالإنجليزية: The Ghost Festival or Hungry Ghost Festival)‏؛ في البوذية، هو مهرجان طاوي وبوذي تقليدي يقام في بعض دول شرق وجنوب شرق آسيا. وفقًا للتقويم الصيني (التقويم القمري الشمسي)، يقام مهرجان الأشباح في الليلة الخامسة عشرة من الشهر السابع (الرابعة عشر في أجزاء من جنوب الصين).
في الثقافة الصينية، يطلق على اليوم الخامس عشر من الشهر السابع في التقويم القمري اسم يوم الأشباح ويعتبر الشهر السابع بشكل عام شهر الأشباح (鬼月)، حيث تخرج الأشباح والأرواح، بما في ذلك الأسلاف المتوفين، من العالم السفلي (ديو أو بريتا). يختلف عن كل من مهرجان تشينغمينغ (أو يوم كنس المقابر، في الربيع) والمهرجان التاسع المزدوج (في الخريف) حيث يكرم الأحفاد الأحياء أسلافهم المتوفين، خلال مهرجان الأشباح، يعتقد أن المتوفى يزور الأحياء.
في اليوم الخامس عشر، تفتح عوالم الجنة والجحيم وعالم الأحياء ويقوم كل من الطاويين والبوذيين بطقوس لتحويل معاناة المتوفى وغفرها. جزء لا يتجزأ من شهر الأشباح هو تبجيل الموتى، حيث تمتد تقوى الأبناء للأحفاد تقليديا إلى أسلافهم حتى بعد وفاتهم. ستشمل الأنشطة خلال الشهر إعداد عروض الطعام الطقسية، وحرق البخور، وحرق ورق الجوس، وهو شكل من أشكال الورق المعجون من العناصر المادية مثل الملابس والذهب وغيرها من السلع الفاخرة للأرواح الزائرة للأسلاف. سيتم تقديم وجبات متقنة (غالبا وجبات نباتية) بمقاعد فارغة لكل من المتوفين في الأسرة الذين يعاملون المتوفى كما لو كانوا لا يزالون على قيد الحياة. عبادة الأسلاف هي ما يميز مهرجان تشينغمينغ عن مهرجان الأشباح لأن الأخير يشمل احترام جميع المتوفين، بما في ذلك الأجيال نفسها والأجيال الأصغر سنا، بينما يشمل الأول الأجيال الأكبر سنا فقط. قد تشمل الاحتفالات الأخرى شراء وإطلاق قوارب ورقية مصغرة وفوانيس على الماء، مما يدل على إعطاء توجيهات للأشباح والأرواح الضائعة للأسلاف والآلهة الأخرى.